# Jean Nicolas Laugier
Pour les articles homonymes, voir Laugier.
Jean Nicolas Laugier, né le 22 juillet 1785 à Toulon (Var), et mort le 20 février 1875 à Argenteuil (Val-d'Oise), est un peintre, graveur et illustrateur français.

## Biographie
Jean Nicolas Laugier naît à Toulon le 22 juillet 1785. Il est le fils de Jean Antoine Laugier, serrurier, et de son épouse, Cécile Gogué. 
Jean Nicolas Laugier apprend les rudiments de dessin auprès de son père qui est chef d'atelier de serrurerie à l'arsenal de Toulon. Il est ensuite l'élève de Favel, professeur de dessin à la Marine de Toulon. Il part à Paris en 1805 en compagnie du sculpteur Joseph Louis Hubac. Il entre en 1813 à l’École des beaux-arts où il est l’élève d'Anne-Louis Girodet. Il expose aux Salons de 1817 à 1863.
En 1835, il se rend aux États-Unis pour réaliser un portrait de George Washington, mais il n'exécute pas lui-même cette toile et copie le Washington de Gilbert Stuart, qui était la plus fidèle effigie du grand homme. Ce portrait sera ensuite utilisé par Léon Cogniet pour réaliser le portrait de Washington exposé au Salon de 1840.
Il est nommé chevalier de la Légion d'honneur par décret du 10 janvier 1835 et élu, en 1863, à l'Académie du Var comme membre actif, associé ou correspondant.
Il grave par ailleurs une quarantaine d'œuvres d'interprétation importantes : La Reine Hortense d'après le tableau de Girodet conservé au Rijksmuseum, le Portrait de Rubens d'après Pierre-Paul Rubens, Léonidas aux Thermopyles et le Portrait de Napoléon en costume impérial d'après Jacques-Louis David, Bonaparte visitant les pestiférés de Jaffa d'après Antoine-Jean Gros, Zéphyr d'après Pierre-Paul Prud'hon, etc.
Il meurt le 20 février 1875 à Argenteuil.

## Œuvres dans les collections publiques
En France
- Dijon, Musée Magnin : Hero et Léandre, eau-forte d'après Pierre Claude François Delorme[7] ;
- Fontainebleau, Château de Fontainebleau : Sainte Anne, la Vierge et l'Enfant[8]
- Malmaison, Château de Malmaison : Napoléon Ier dans son cabinet de travail des Tuileries[9]
- Paris
  - École nationale supérieure des beaux-arts :
    - Madame de Staël, gravure d'après François Gérard[10] ;
    - François de Neufchâteau, gravure d'après Jean-Baptiste Isabey[11] ;
    - Eustache Lesueur, gravure d'après Jean-Auguste-Dominique Ingres[12] ;

  - Département des arts graphiques du musée du Louvre
    - La Vierge au lapin[13]
    - Léonidas aux Thermopyles[14]
    - Rubens[15]
- Toulon, musée d'art de Toulon : Portrait du sculpteur Félix Brun.

En Grande-Bretagne
- Londres, British Museum : Marie-Amélie de Bourbon-Siciles, duchesse d'Orléaans[16]

## Galerie

Gravures de Jean Nicolas Laugier
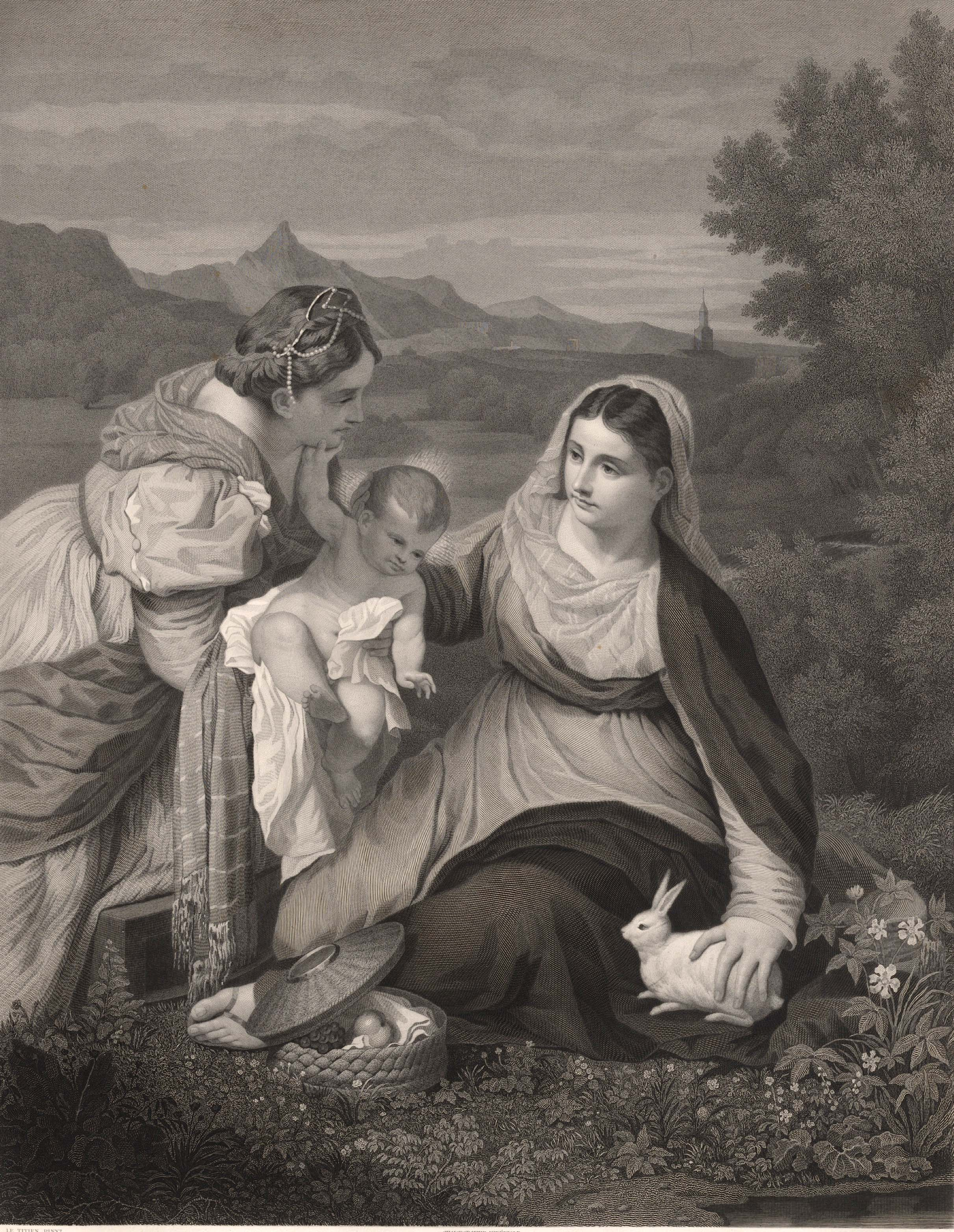
La Vierge au lapin blanc
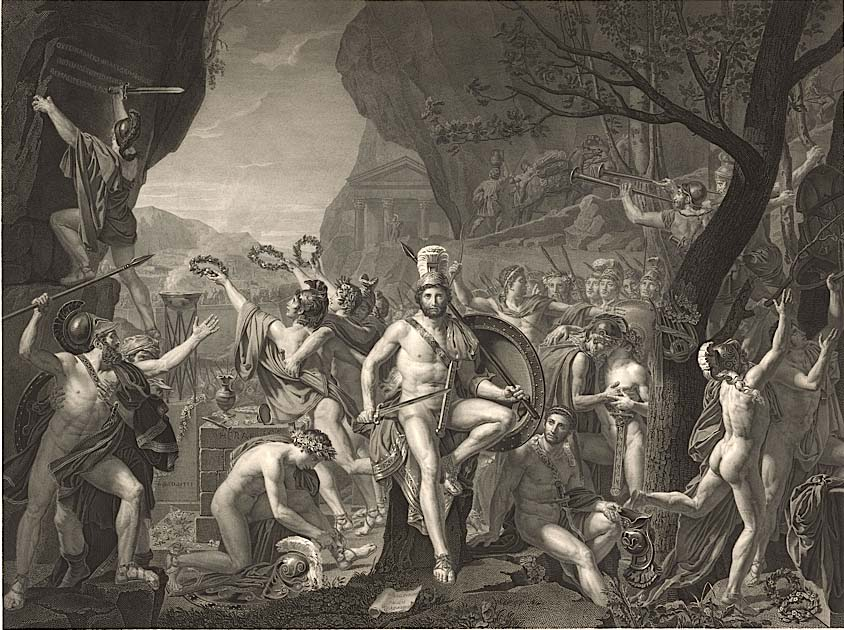
Léonidas aux Thermopyles
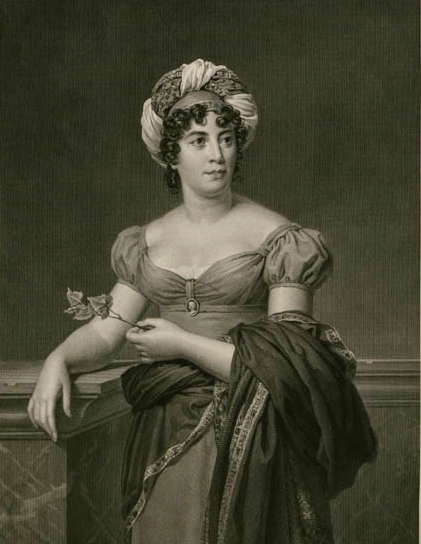
Madame de Staël, d'après François Gérard, Paris, École nationale supérieure des beaux-arts.
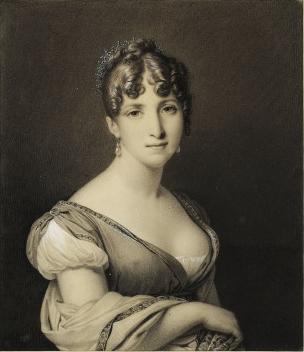
La Reine Hortense.
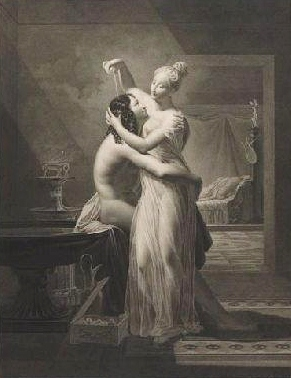
Héro et Léandre, d'après Pierre Claude François Delorme, Dijon, musée Magnin.